# Психрометрична стала
Психрометрична стала — величина {\displaystyle \gamma }, яка співвідносить парціальний тиск води в повітрі із температурою повітря. Це дозволяє інтерполювати фактичний тиск пари до показників спареного сухого і вологого термометру (гігрометру).
{\displaystyle \gamma ={\frac {\left(c_{p}\right)_{air}\cdot P}{\lambda _{v}\cdot MW_{ratio}}}},
де {\displaystyle \gamma } — психрометрична стала [кПа/°C];
P — атмосферний тиск [кПа];
{\displaystyle \lambda _{v}} — прихована теплота пароутворення з води, 2,26 [МДж/кг];
{\displaystyle c_{p}} — теплоємність повітря при постійному тиску, [МДж/(кг·°C)];
{\displaystyle MW_{ratio}} — співвідношення молекулярної маси води при вологому/сухому повітрі (0,622).
Обидві величини {\displaystyle \lambda _{v}} і {\displaystyle MW_{ratio}} є сталими.
Оскільки атмосферний тиск P залежить від висоти, то від висоти залежить і {\displaystyle \gamma }. На більшій висоті вода випаровується і закипає при меншій температурі. Хоча {\displaystyle \left(c_{p}\right)_{H_{2}O}} є сталою, різний склад повітря призводить до різних значень {\displaystyle \left(c_{p}\right)_{air}}. Тому в середньому, в заданому місці або висоті, психрометрична стала буде приблизно постійною величиною. Але все одно, варто пам'ятати, що погода вносить вклад в атмосферний тиск і склад повітря.